# Bologna F.C. 1909
Bologna F.C. 1909, Bologna F.C. ali preprosto Bologna je italijanski nogometni klub iz Bologne, klub je bil ustanovljen 3. oktobra 1909 in trenutno igra v Serie A. Kot kraj ustanavljanja kluba se navaja bolonjska pivnica Ronzani na ulici Spaderie.
Do sedaj je Bologna sedemkrat osvojila italijansko 1. nogometno ligo (zadnjič leta 1964) in je s tem šesti najuspešnejši italijanski prvoligaški klub. Poleg tega, pa je Bologna tudi dvakrat osvojila italijanski pokal ter enkrat Pokal Intertoto.
Domači stadion Bologne je Stadio Renato Dall'Ara, ki sprejme 38.279 gledalcev. Barvi dresov pa sta modra in rdeča. Zaradi slednjega imajo nogometaši Bologne nadimek Rossoblu (rdeče-modri).